# Gay (Oremburgo)
Gay es una ciudad en el óblast de Oremburgo, Rusia, ubicada a 230 kilómetros al este de Oremburgo, el centro administrativo del óblast. Según el censo de 2010, su población era de 38 301.

## Historia
Fue fundado en 1958 como un asentamiento industrial. Se le otorgó el estatus de asentamiento de tipo urbano en 1965 y el estatus de pueblo en 1979.[cita requerida]

## Estado administrativo y municipal
En el marco de las divisiones administrativas, Gay sirve como centro administrativo del distrito de Gaysky, aunque no forma parte de él. Como división administrativa, junto con una localidad rural (el asentamiento de Kalinovka), se incorpora por separado como la ciudad de Gay, una unidad administrativa con el mismo estatus que los distritos. Como división municipal, los territorios de la ciudad de Gay y del distrito de Gaysky se incorporan como Gaysky Urban Okrug. Antes del 1 de junio de 2015, la ciudad de Gay se incorporó como Gay Urban Okrug, por separado del distrito municipal de Gaysky.

## Escudo de armas
El escudo de armas de Gay dice: "Recuerda el pasado. Cree en el futuro".

## Otras lecturas
- В. Г. Альтов. "Города Оренбургской области" (V. G. Altov. Cities and towns of Orenburg Oblast). Cheliábinsk, Yuzhno-Uralskoye Publishing, 1974.